# Liste der Monuments historiques in Neuvicq-le-Château
Die Liste der Monuments historiques in Neuvicq-le-Château führt die Monuments historiques in der französischen Gemeinde Neuvicq-le-Château auf.

## Liste der Bauwerke
| Bezeichnung       | Beschreibung                  | Standort | Kennzeichnung | Schutzstatus | Datum | Bild           |
| ----------------- | ----------------------------- | -------- | ------------- | ------------ | ----- | -------------- |
| Schloss Neuvicq   | Erbaut im 15./16. Jahrhundert | (Lage)   | PA00104824    | Classé       | 1912  | weitere Bilder |
| Kirche St-Laurent | Erbaut im 12./13. Jahrhundert | (Lage)   | PA00104825    | Inscrit      | 1948  | weitere Bilder |